# Paulo Padilha
Paulo Vidal Padilha (Pelotas, 7 de dezembro de 1929 - São Paulo, 15 de fevereiro de 1977) foi um ator brasileiro que atuou nas telenovelas Cavalo de Aço, Assim na Terra como no Céu e O Semideus. Também atuou no cinema em filmes como Matou a Família e Foi ao Cinema de 1969. Suicidou-se em 15 de fevereiro de 1977, atirando-se do quarto andar do edifício onde morava, no bairro paulistano de Santa Cecília.

## Trabalhos na TV
- 1956/1965 - Teatrinho Trol - Vários Personagens - Rede Tupi
- 1967 - A Rainha Louca - Mordomo do Rei - Rede Globo
- 1967 - Anastácia, a Mulher sem Destino-  Marquês de Seval - Rede Globo
- 1967/1968 - Sangue e Areia (telenovela)  - Rede Globo
- 1969 - A Última Valsa - Príncipe Ester -Rede Globo
- 1969/1970 - A Ponte dos Suspiros - Dandoio  - Rede Globo
- 1969/1970 - Verão Vermelho - Padre Antônio - Rede Globo
- 1970 - Assim na Terra como no Céu - Emiliano - Rede Globo
- 1971/1972 - Minha Doce Namorada - Dr. Cerqueira - Rede Globo
- 1972 - Bicho do Mato (1972) - Alfredo Camargo Redenção - Rede Globo
- 1972/1973 - A Patota - Dr. Cardoso - Rede Globo
- 1972/1973 - Uma Rosa com Amor - Alfredo Gurgel - Rede Globo
- 1973 - Cavalo de Aço - Almeida - Rede Globo
- 1973/1974 - O Semideus - Dr. Lafaiete Pontes - Rede Globo
- 1974/1975 -  A Barba-Azul - Martim - Rede Tupi
- 1976 - Xeque-Mate (telenovela) - Dr. Brito - Rede Tupi